# Hierba de Matancillas
Hierba de Matancillas är en ort i Mexiko.   Den ligger i kommunen Ojuelos de Jalisco och delstaten Jalisco, i den centrala delen av landet, 400 km nordväst om huvudstaden Mexico City. Hierba de Matancillas ligger 2 180 meter över havet och antalet invånare är 799.
Terrängen runt Hierba de Matancillas är platt åt nordväst, men åt sydost är den kuperad. Runt Hierba de Matancillas är det ganska glesbefolkat, med 21 invånare per kvadratkilometer. Närmaste större samhälle är Matancillas, 3,6 km nordost om Hierba de Matancillas. Omgivningarna runt Hierba de Matancillas är i huvudsak ett öppet busklandskap.